# Solder ball

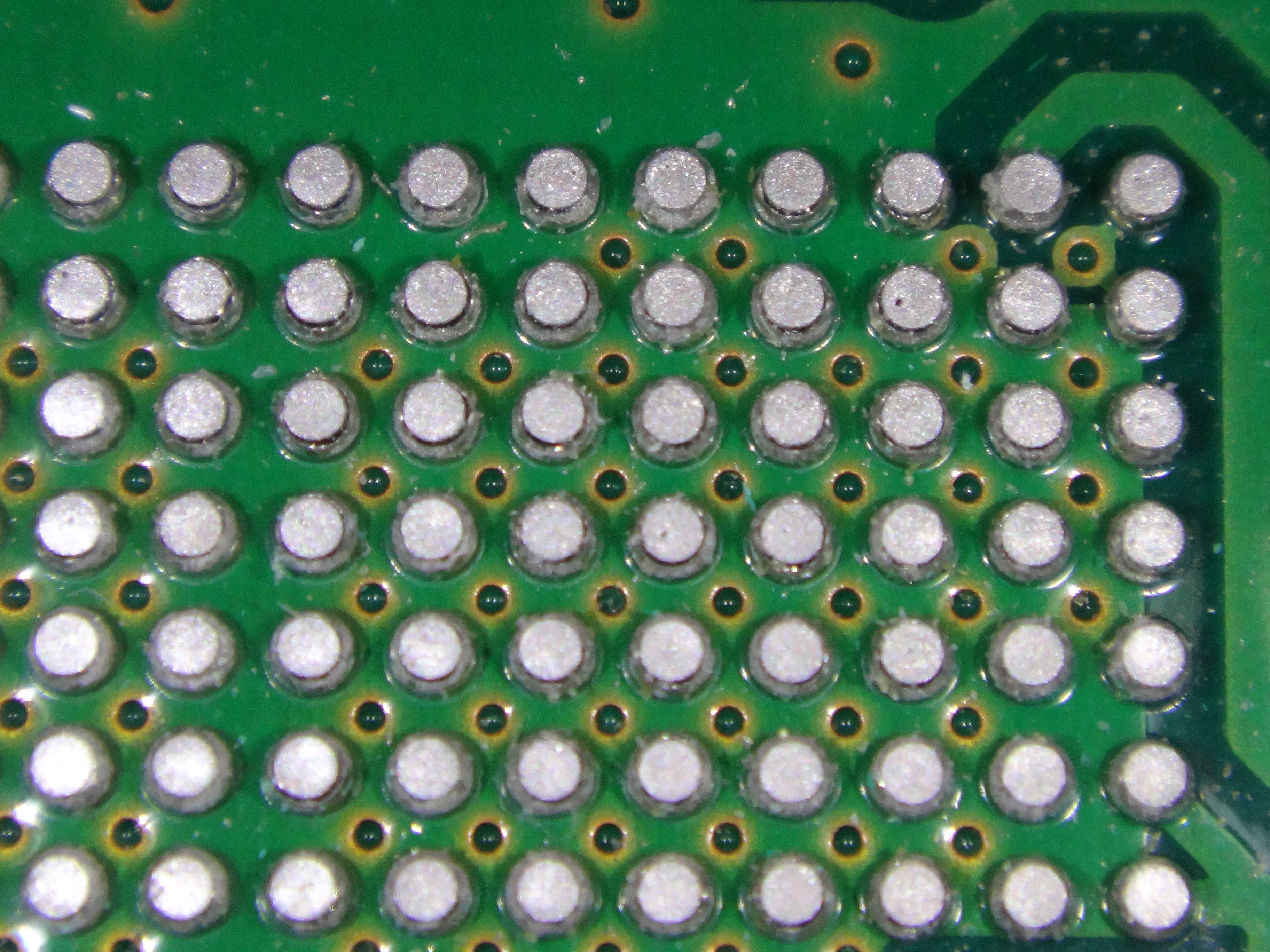
Una matriu de quadrícula de boles de soldadura sota un xip de circuit integrat, amb el xip eliminat; les boles es van deixar unides a la placa de circuit imprès.

En l'encapsulat de circuits integrats, una bola de soldadura, també coneguda com a cop de soldadura (sovint anomenada simplement "bola" o "bumps") és una bola de soldadura que proporciona el contacte entre el paquet de xips i la placa de circuit imprès, així com entre paquets apilats en mòduls multixip; en aquest últim cas, es poden denominar microbumps (μbumps, ubumps), ja que solen ser significativament més petits que els primers. Les boles de soldadura es poden col·locar manualment o mitjançant equips automatitzats i es mantenen al seu lloc amb un flux adherent.

Un esquema MCM per a un dau DRAM apilat que mostra boles de soldadura

Una bola de soldadura encunyada és una bola de soldadura subjecta a encunyar-se, és a dir, aplanar-se a una forma semblant a la d'una moneda, per augmentar la fiabilitat del contacte.
La matriu de quadrícula de boles, l'encapsulat d'escala de xips i els encapsulats de xips giratoris solen utilitzar boles de soldadura.

## Farciment inferior
Després que les boles de soldadura s'utilitzin per connectar un xip de circuit integrat a un PCB, sovint l'espai d'aire restant entre ells s'omple amb epoxi.
En alguns casos, pot haver-hi diverses capes de boles de soldadura, per exemple, una capa de boles de soldadura que connecta un xip a un interposador per formar un paquet BGA, i una segona capa de boles de soldadura que connecta aquest interpòs a la PCB. Sovint, ambdues capes no estan plenes.

## Ús en el mètode dexip de volta

Pads
Boles
Aliniament
Contacte
Soldadura reflux de calor
Farcit d'adhesiu.
Resultat final.